# Pe̍h-ōe-jī

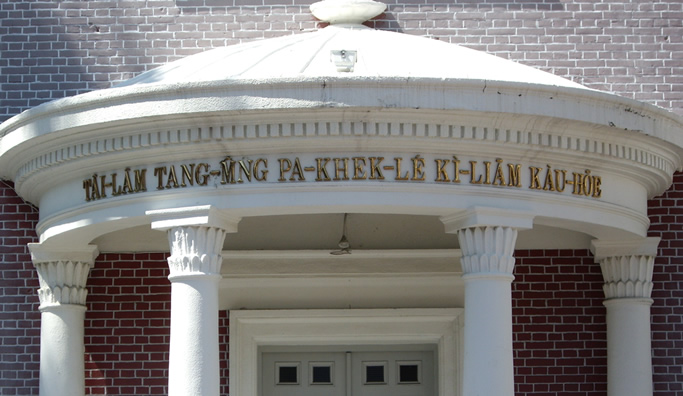
Exemple de romanització.

El pe̍h-ōe-jī pronunciat [pe-ue- dzi], abreujat: POJ, literalment "escriptura vernacla", també conegut com la transcripció de l'església (en xinès: 白话 字, pinyin: baihua zì) és un conjunt de regles d'ortografia que s'utilitzen com a sistema de transcripció lingüística per a algunes variants del xinès, especialment al sud. Va ser desenvolupat per missioners europeus al segle xix utilitzant l'alfabet llatí.